# アソル・フガード
アソル・フガード（Athol Fugard, 1932年6月11日 - 2025年3月8日）は、南アフリカ共和国の劇作家。俳優や小説家でもある。

## 人物
南アフリカ連邦東ケープ州ミドルバーグ生まれ。父はイギリス人、母はアフリカーナー。大学では哲学と社会人類学を専攻。白人でありながら反アパルトヘイト運動に関わり、政府からパスポートを没収された。『ガンジー』や『キリングフィールド』に俳優として出演。唯一の小説『ツォツィ』が2005年に映画化されて、第78回アカデミー外国語映画賞を受賞した。
2014年、高松宮殿下記念世界文化賞（演劇映像部門）を受賞。
2025年3月8日、ステレンボッシュで死去。92歳没。
妻のシーラ・フガードは小説家である。

## 作品

### 戯曲
- 『血の絆』
- 『谷間の歌』
- 『ハロー・アンド・グッドバイ』

### 小説
- 『ツォツィ』